# Henner Besuch
Henner Besuch ist ein deutscher Kameramann.
Henner Besuch war ab 1999 Beleuchter und Kameraassistent. Von 2001 bis 2005 absolvierte er ein Kamerastudium an der Deutschen Film- und Fernsehakademie Berlin. Seit dieser Zeit ist er als freischaffender Kameramann tätig.

## Filmografie (Auswahl)
- 2007: Drifter (Dokumentarfilm)
- 2007: GG 19 – Deutschland in 19 Artikeln (1 Episode)
- 2008: Das Fremde in mir
- 2009: Polizeiruf 110: Die armen Kinder von Schwerin
- 2011: Die Summe meiner einzelnen Teile
- 2011: Die Ausbildung
- 2012: Unter Umständen verliebt
- 2012: Formentera
- 2013: Eltern
- 2014: Polizeiruf 110: Käfer und Prinzessin
- 2014: Weihnachten für Einsteiger
- 2015: Mein Schwiegervater, der Stinkstiefel
- 2017: Ostfriesenkiller
- 2017: Kundschafter des Friedens
- 2017: Private Banking
- 2018: Mordkommission Istanbul (Fernsehserie, 1 Folge)
- 2019: TKKG
- 2019: Kaltes Blut – Julia Durant ermittelt
- 2019: Mörderische Tage – Julia Durant ermittelt
- 2019: Winterreise (Vinterrejse)
- 2021: The Billion Dollar Code
- 2023: German Genius (Fernsehserie, 8 Folgen)
- 2024: Allein zwischen den Fronten